# 백담사
백담사(百潭寺)는 강원특별자치도 인제군 북면 용대리 외가평에서 동남쪽 약 8 km 되는 내설악 쪽에 있는 절이다. 신라시대에 창건되었으며, 한용운, 춘성 등이 수행하던 곳이고 제6공화국 성립 이후 전두환 전 대통령과 부인 이순자 여사의 은둔 등으로 유명한 곳이다.

## 역사
내설악 깊은 곳에 자리한 고즈넉한 산사
신라 제28대 진덕여왕 원년(647년)에 자장율사가 장경(藏經)을 전하고 율종(律宗)을 창건한 한계리 한계사의 고찰이다. 수차에 걸쳐 큰 화재를 입어 자리를 옮겨 다시 짓기를 반복하면서, 운흥사, 심원사, 선구사, 영취사로 불리었다. 조선 1775년 현 위치에 법당 등의 건물을 중건하였고, 1783년에 백담사로 개칭하였다.
상대적으로 번잡했던 외설악에 비해 한적하고 원시림에 가까운 비경을 간직한 내설악의 입구에 위치해서 봉정암, 오세암 등 외딴 암자를 산내암자로 거느리고 있는, 내설악산을 대표하는 도량이다. 이에 시인 겸 독립운동가인 만해 한용운이 이 곳에 머물면서 〈불교유신론〉, 〈십현담주해〉와 시집 《님의 침묵》 등을 집필했으며, 춘성은 백담사에서 만해 한용운을 스승으로 하여 출가했다. 해방 이후에는 제6공화국 성립 이후 1988년 11월 23일부터 1990년 12월 30일까지 전두환과 부인 이순자가 세인의 눈을 피해 은둔한 곳이기도 하다.
최근에는 대한불교조계종의 기본선원으로 지정되었다. 한번 들어가면 일정 기간 동안 나올 수 없는 무문관이 개설되어 참선정진을 주로 하는 젊은 승려들의 수행요람으로 거듭나고 있다.

## 문화재
백담사의 문화유산과 주변 명소
백담사에는 국가 지정 문화재인 보물 제1182호 목조아미타불좌상이 있다. 극락보전 안에 주불로 봉안되어 있는 이 불상은 영조 24년(1784년)에 조성된 것으로서 18세기 전반기의 불상 가운데 수작으로 평가되고 있다.
백담사의 산내암자인 봉정암은 자장율사가 중국 유학길에서 돌아올 때 가져온 부처님 정골사리를 모신 곳으로 유명하다. 백담사에서 산길로 11킬로미터나 더 올라가는 1,244미터 높이의 봉정암 뒷산에 보물 제1832호로 지정된 오층석탑(석가사리탑)이 놓여 있다.
백담사에서 수렴동 계곡을 따라 올라가다 계곡이 구곡담과 가야동으로 나뉘는데, 왼편 가야동 계곡을 따라 올라가면 백담사의 또 다른 산내암자인 오세암이 나온다. 다섯 살 동자승이 관세음보살의 가피로 설악산의 긴긴 겨울을 무사히 나게 되었다는 영험설화가 동화와 애니메이션 영화로 제작되어 널리 알려진 바로 그 암자다.

## 체험 및 시설

### 템플스테이
백담사에서는 내국인을 위한 다양한 템플스테이 프로그램을 운영하고 있다.
- 백담사 템플스테이 프로그램

## 사진

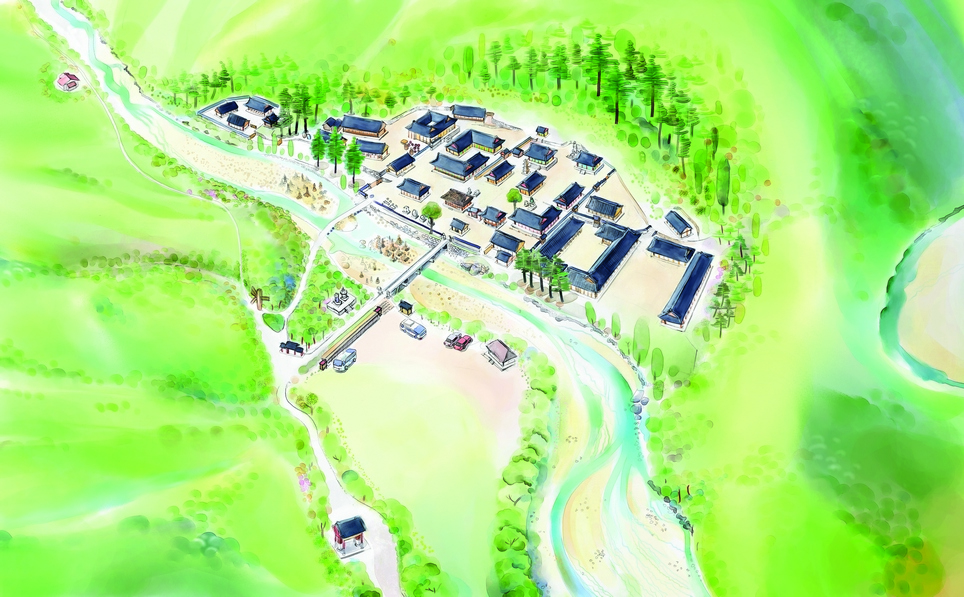
백담사 가이드맵
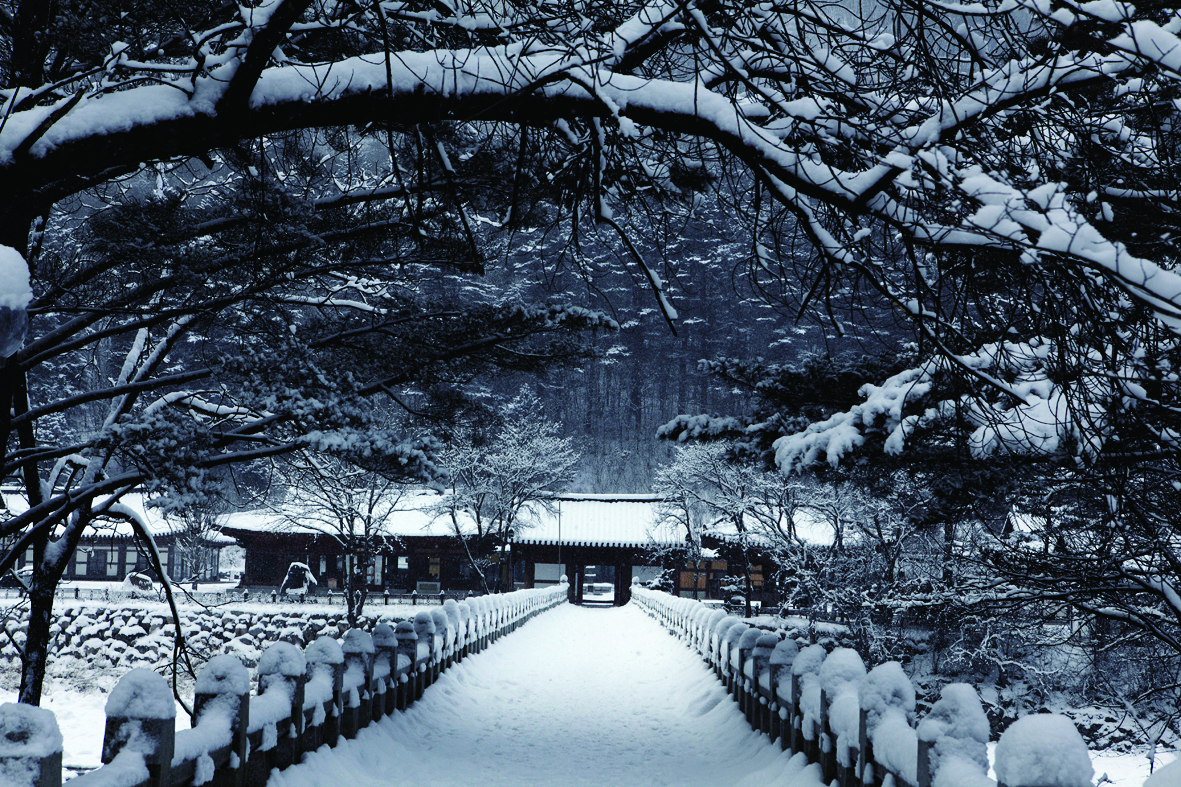
백담사 설경
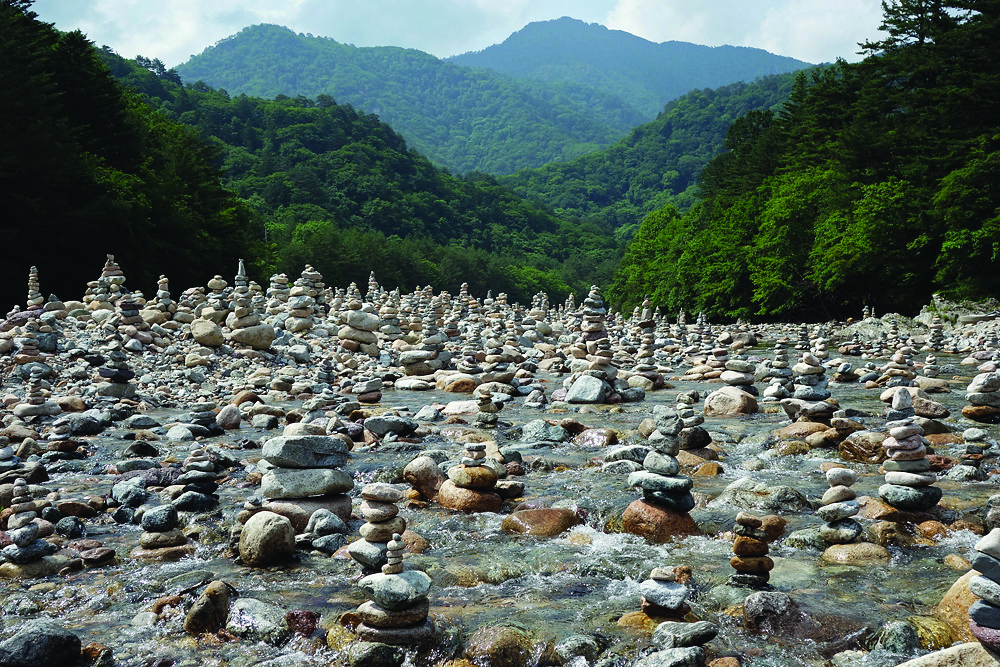
백담사2 소원돌탑
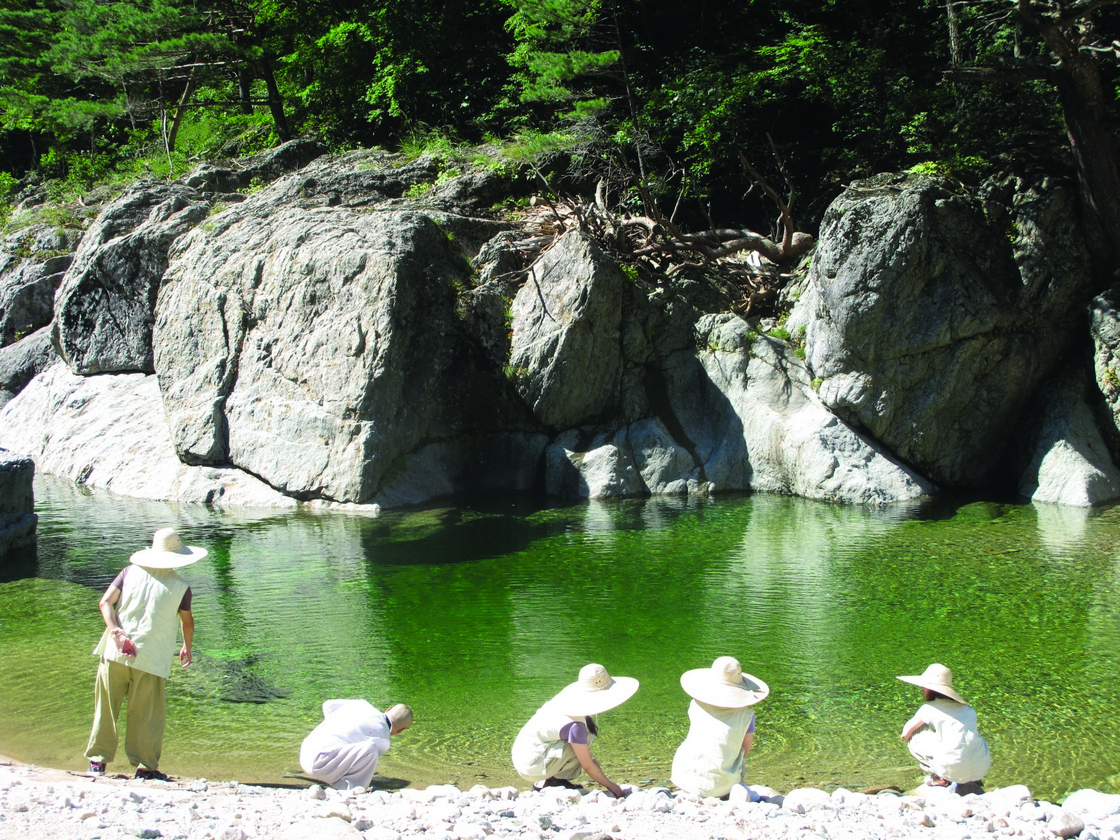
백담사 템플스테이

## 같이 보기
- 한계사지
- 한용운
- 만공
- 김법린
- 춘성
- 전두환
- 이순자

## 참고 문헌
- 이 문서에는 다음커뮤니케이션(현 카카오)에서 GFDL 또는 CC-SA 라이선스로 배포한 글로벌 세계대백과사전의 내용을 기초로 작성된 글이 포함되어 있습니다.